# Branchville (Karolina Południowa)
Branchville – miasto w Stanach Zjednoczonych, w stanie Karolina Południowa, w hrabstwie Orangeburg.